# Marcetia acerosa
Marcetia acerosa är en tvåhjärtbladig växtart som beskrevs av Dc.. Marcetia acerosa ingår i släktet Marcetia och familjen Melastomataceae. Inga underarter finns listade i Catalogue of Life.